# Estação Ferroviária de Esmoriz
A estação ferroviária de Esmoriz é uma interface da Linha do Norte, que serve a freguesia de Esmoriz, no Distrito de Aveiro, em Portugal.

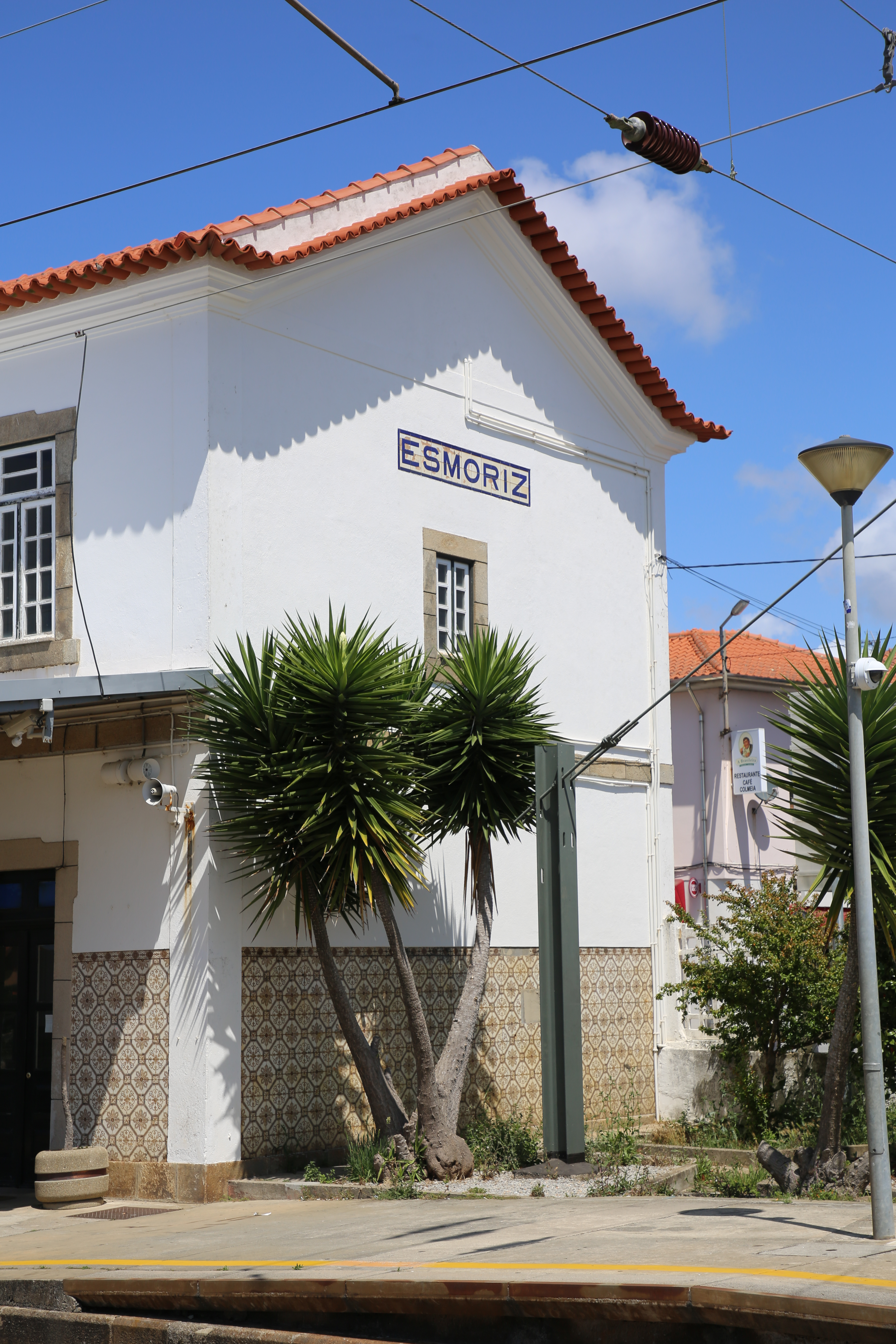
Fachada lateral da estação de Esmoriz, em 2019.

## Descrição

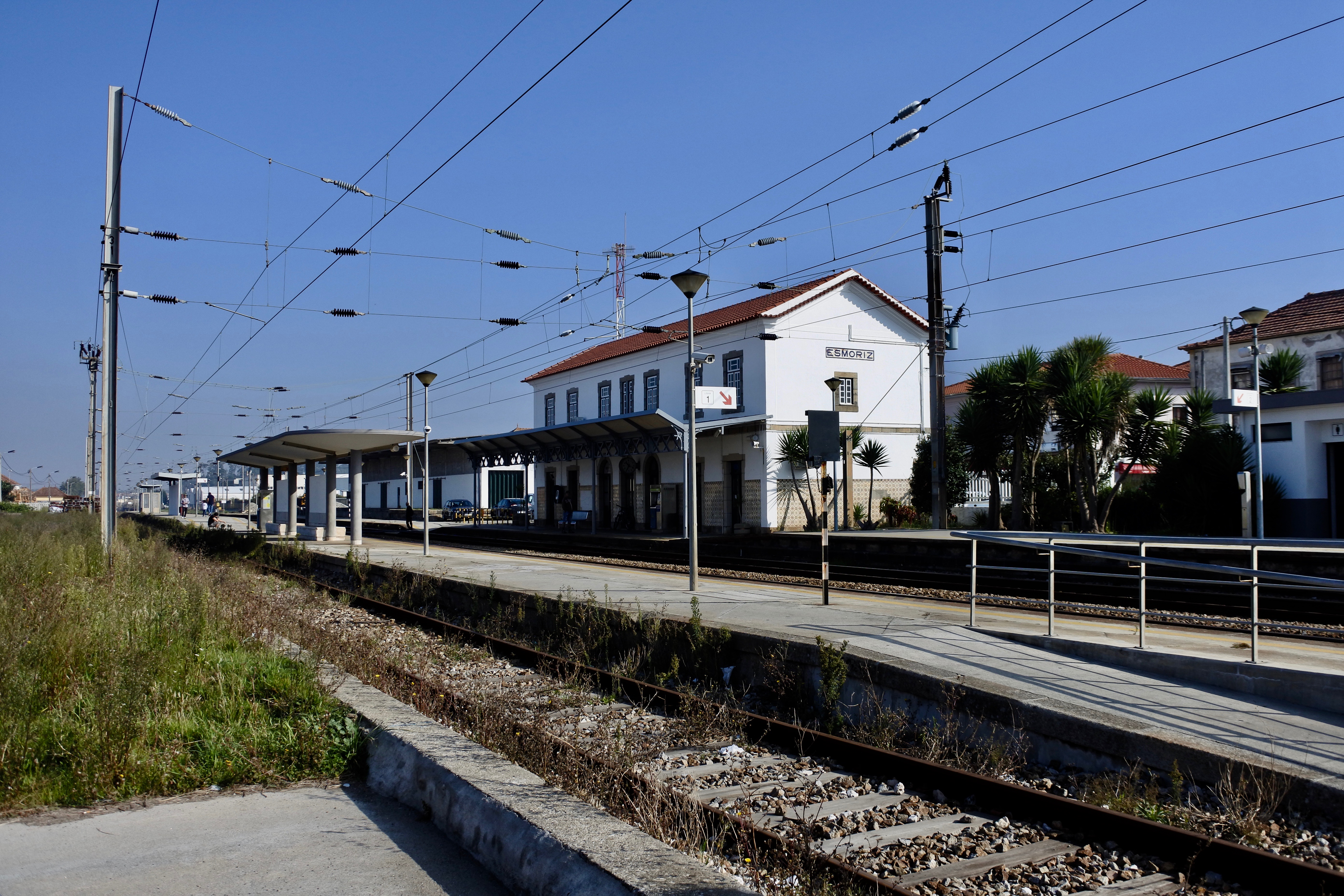
Aspeto geral da estação de Esmoriz, em 2019.

### Localização e acessos
Esta interface está situada junto à localidade de Esmoriz, possuindo acesso rodoviário pela Rua da Estação.

### Infraestrutura

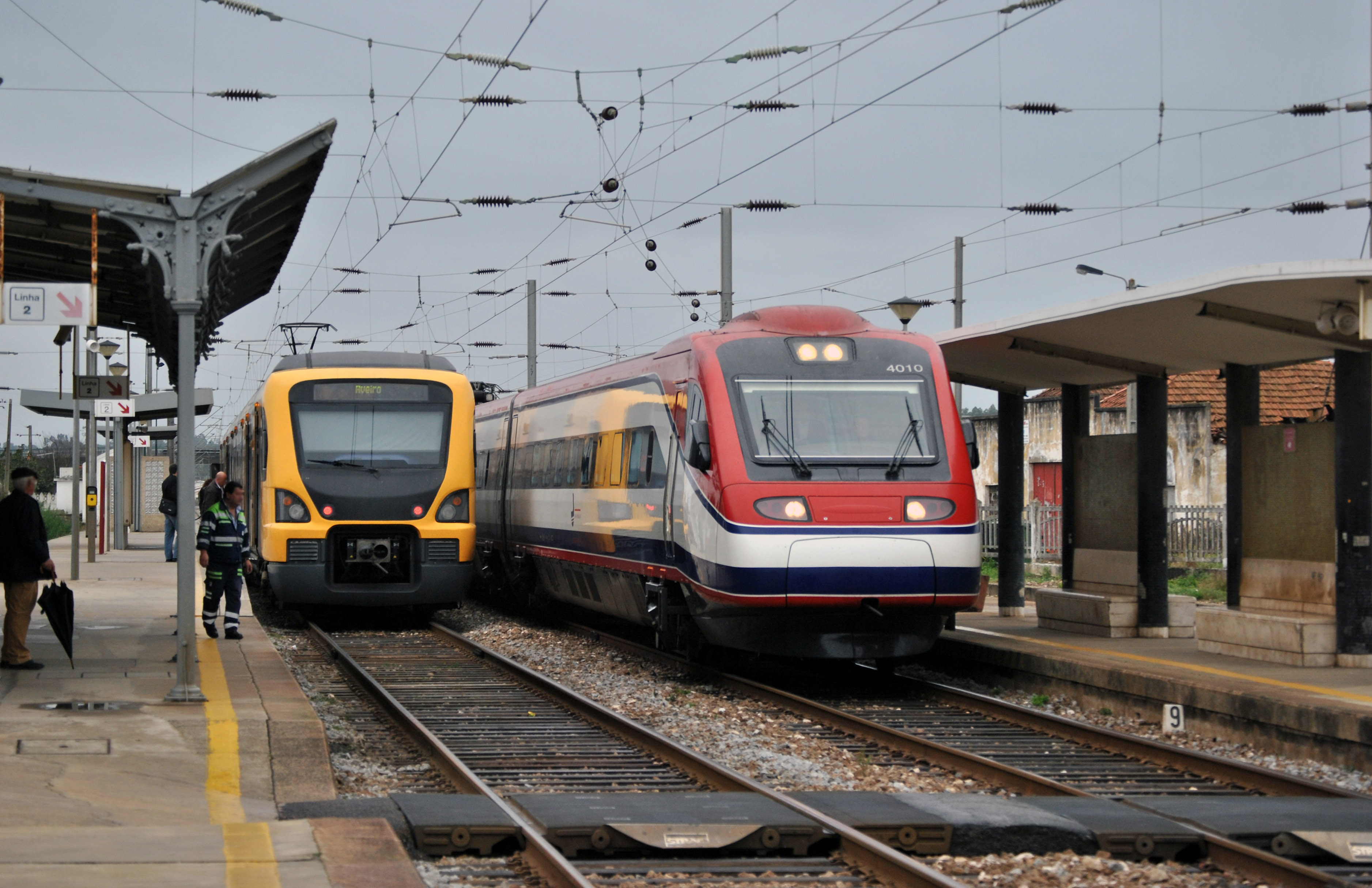
Comboios de passageiros na estação, em 2010.

Esta interface apresenta três vias de circulação, numeradas de I a III, com comprimentos de 495, 348, e 365 m, respetivamente, e acessíveis por plataformas com comprimentos respetivos de 150, 284, e 150 m e com alturas de 90 cm, sendo que a plataforma que serve a via II tem também um segmento de 35 m com 35 cm de altura; existem ainda três vias secundárias, identificadas como IV, V, e G2, com comprimentos de 130, 83, e 239 m, destas estando eletrificadas apenas a via IV. O edifício de passageiros, que conta com bilheteira e sala de apoio, situa-se do lado poente da via (lado direito do sentido ascendente, a Campanhã).

### Serviços
Esta interface faz parte da rede de serviços urbanos do Porto da operadora Comboios de Portugal.

## História

### Século XIX
Esta interface insere-se no troço entre as Estações de Vila Nova de Gaia e Estarreja da Linha do Norte, que foi inaugurado pela Companhia Real dos Caminhos de Ferro Portugueses em 8 de Julho de 1863. Após a abertura ao serviço do troço entre Estarreja e Taveiro, em 10 de Abril de 1864, foram criados vários comboios mistos, entre Vila Nova de Gaia e Coimbra, que também serviam a gare de Esmoriz.

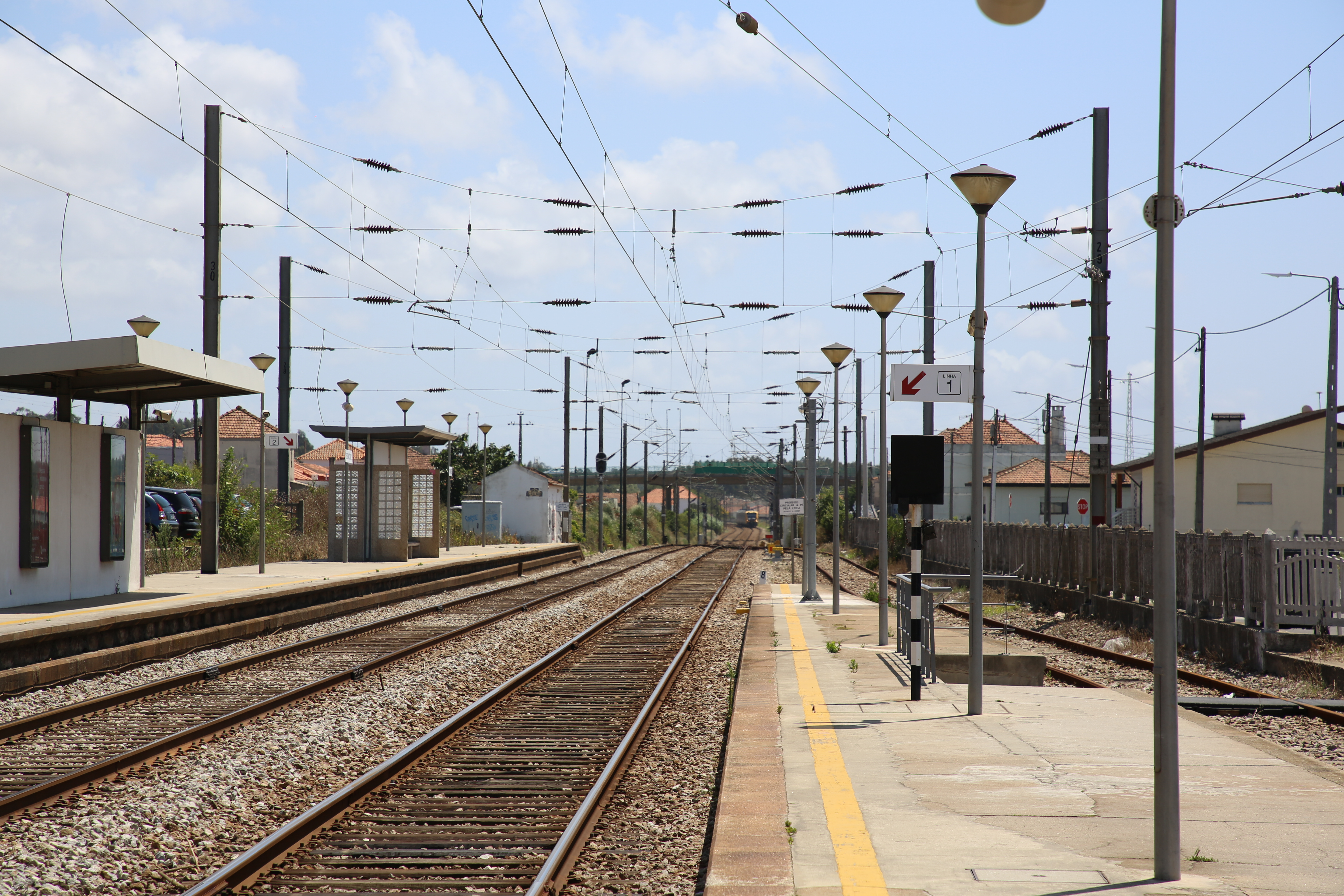
Via dupla na estação.

### Século XX
Em 20 de Outubro de 1906, foi duplicado o lanço entre as estações de Esmoriz e Espinho. Em 1933, a Companhia dos Caminhos de Ferro Portugueses realizou obras de reparação e melhoramento no edifício de passageiros desta estação. Em Maio de 1947, o governo ratificou um projecto da Companhia dos Caminhos de Ferro Portugueses para a modificação e ampliação desta interface.
O troço entre o Apeadeiro de Quintans e a estação de Esmoriz recebeu a tracção eléctrica em Novembro de 1964, tendo o lanço seguinte, até Vila Nova de Gaia, sido electrificado em Julho de 1965.
O programa de modernização da Linha do Norte, apresentado pela operadora Caminhos de Ferro Portugueses em 1988, previa a remodelação das plataformas e a construção de novos edifícios em várias estações, incluindo a de Esmoriz.

### Movimento de mercadorias
Entre o movimento de mercadorias que se fazia nesta estação, destacava-se o descarregamento de cal, oriundo de Oliveira do Bairro.

### Século XXI
Em Janeiro de 2011, apresentava três vias de circulação, com 550 e 566 m de comprimento; as plataformas possuíam 248 e 200 m de extensão e 70 a 35 cm de altura — valores mais tarde alterados para os atuais.

## Leitura recomendada
- CERVEIRA, Augusto; CASTRO, Francisco Almeida e (2006). Material e tracção: os caminhos de ferro portugueses nos anos 1940-70. Col: Para a História do Caminho de Ferro em Portugal. 5. Lisboa: CP-Comboios de Portugal. 270 páginas. ISBN 989-95182-0-4
- QUEIRÓS, Amílcar (1976). Os Primeiros Caminhos de Ferro de Portugal: As Linhas Férreas do Leste e do Norte. Coimbra: Coimbra Editora. 45 páginas
- SALGUEIRO, Ângela (2008). A Companhia Real dos Caminhos de Ferro Portugueses: 1859-1891. Lisboa: Univ. Nova de Lisboa. 145 páginas